# Ciotcza
Ciotcza is een plaats in het Poolse district  Lubartowski, woiwodschap Lublin. De plaats maakt deel uit van de gemeente Abramów en telt 415 inwoners.